# Par conditio creditorum
Die par conditio creditorum (= gleiche Lage der Gläubiger) ist der wichtigste Grundsatz im Insolvenzrecht (früher Konkursrecht) und besagt, dass im Insolvenzverfahren alle Gläubiger gleichmäßig befriedigt werden sollen. Außerdem wird dieser Grundsatz von Gläubigern, insbesondere von Kreditinstituten, in Kreditverträgen umgesetzt.

## Kreditverträge
Gläubiger, insbesondere Kreditinstitute, haben ein Interesse daran, dass der Kreditnehmer sie bei unbesicherten Krediten mit allen übrigen unbesicherten Gläubigern gleichrangig behandelt. Dies betrifft sowohl die Zahlung von Zins und Tilgung, wenn etwa der Schuldner bei knapper Liquidität in Versuchung geraten könnte, einige Gläubiger vollständig zu bedienen, andere hingegen nicht. Außerdem sind die unbesicherten Gläubiger daran interessiert, dass der Schuldner keinem der Gläubiger Kreditsicherheiten einräumt, weil dies ein Insolvenzprivileg (wegen des Absonderungsrechts in der Insolvenz des Schuldners) bedeuten würde.
Um dieses Interesse in Kreditverträgen umsetzen zu können, wurden die Pari-passu-Klausel und die Negativerklärung geschaffen, durch die sowohl die Veränderungen der Tilgungsrangfolge als auch die einseitige Bestellung von Kreditsicherheiten ausgeschlossen werden können. Ein Verstoß gegen diese Klauseln stellt ein Ereignis dar (Default-Klausel), das außerordentliche Kündigungsrechte durch die Bank auslöst.

## Insolvenz
Das Anfechtungsrecht in § 129 bis § 147 InsO (Deutschland) will den Grundsatz der par conditio creditorum dadurch sicherstellen, dass Vermögensverschiebungen, die vor der Insolvenzeröffnung stattgefunden haben, rückgängig gemacht werden, um für alle Gläubiger die gleiche Zugriffslage herzustellen.